# Mesoleius londoko
Mesoleius londoko là một loài tò vò trong họ Ichneumonidae.